# Joseph Borchmeyer

Joseph Borchmeyer

Joseph Borchmeyer (* 13. November 1898 in Herten; † 14. Januar 1989 in Recklinghausen) war ein deutscher Jurist und Politiker (Deutschnationale Volkspartei (DNVP)).

## Leben und Wirken
Borchmeyer besuchte die Volksschule und das Gymnasium. Nach dem Abitur nahm er am Ersten Weltkrieg teil, in dem er mit dem Eisernen Kreuz beider Klassen ausgezeichnet und bis zum Leutnant der Reserve befördert wurde. Von 1918 bis 1921 studierte er Rechtswissenschaft und Nationalökonomie an der Philipps-Universität Marburg, der Albert-Ludwigs-Universität Freiburg und der Westfälischen Wilhelms-Universität. Er wurde Mitglied der vertriebenen Straßburger Corps Palatia (Marburg 1920) und Suevia (Münster 1923). 1921 legte er die erste juristische Staatsprüfung in Hamm in Westfalen ab. Die zweite folgte 1924 in Berlin. 1922 wurde er in Göttingen zum Dr. iur. promoviert.
In den darauffolgenden Jahren war er in der Industrie und in der Kommunalverwaltung tätig. Ab 1927 lebte Borchmeyer als Rechtsanwalt und Notar in Recklinghausen. Seit 1919 gehörte Borchmeyer der Deutschnationalen Volkspartei (DNVP) an. Während der französischen Ruhrbesetzung wurde Borchmeyer zweimal verhaftet und von französischen Kriegsgerichten in Recklinghausen und Bochum verurteilt. 1925 übernahm er den Vorsitz des Kreisverbandes seiner Partei in Recklinghausen. In den folgenden Jahren übernahm er erstmals ein öffentliches Amt, als er für die DNVP Mitglied des Provinziallandtages der Provinz Westfalen wurde. Hinzu kamen Tätigkeiten als unbesoldeter Stadtrat in Recklinghausen und als politischer Gaufachberater des Stahlhelms.
Bei der Reichstagswahl vom November 1932 wurde Borchmeyer als DNVP-Kandidat für den Wahlkreis 17 (Westfalen Nord) in den Reichstag gewählt. Nachdem sein Mandat bei der Wahl vom März 1933 bestätigt wurde, gehörte Borchmeyer dem Parlament insgesamt genau ein Jahr vom November 1932 bis zum November 1933 an. Das wichtigste parlamentarische Ereignis, an dem Borchmeyer während seiner Abgeordnetenzeit beteiligt war, war die Verabschiedung des – unter anderem auch mit seiner Stimme beschlossenen – Ermächtigungsgesetzes vom 23. März 1933.
Borchmeyer übernahm von 1946 bis 1951 die anwaltliche Vertretung bei der Entnazifizierung des Medienunternehmers und ehemaligen Reichswirtschaftsministers Alfred Hugenberg. Als Rechtsanwalt verteidigte er ihn in verschiedenen Spruchkammerverfahren.
Borchmeyers Nachlass wird heute in zwei Teilen im Bundesarchiv in Koblenz und im Stadt- und Vestischen Archiv in Recklinghausen aufbewahrt. Der Recklinghäuser Nachlass besitzt den Umfang von einem Karton und enthält unter anderem Unterlagen zu den von Borchmeyer durchgeführten Verteidigungen von Geistlichen, Opfern des Nationalsozialismus und von Alfred Hugenberg. Der Koblenzer Nachlass besitzt einen Umfang von 0,5 laufenden Metern und enthält Korrespondenzen, weitere Unterlagen zum Entnazifizierungsverfahren gegen Hugenberg, eine Zeitungsausschnittsammlung zum politischen Geschehen in der Endphase der Weimarer Republik und eine Dokumentation über wirtschafts- und sozialpolitische Vorstellung Hofackers. Weitere Papiere Borchmeyers sind, nach eigenen Angaben aus dem Jahr 1960, bei einem Brand im Jahr 1959 vernichtet worden.
Der Literaturwissenschaftler Dieter Borchmeyer ist sein Sohn.

## Schriften
- Der Strafrechtliche Schutz des Ärztlichen Berufsgeheimnisses, 1923.
- Hugenberg und die Hitlerdiktatur, 1949.
- Hugenbergs Ringen in deutschen Schicksalsstunden. Tatsachen und Entscheidungen in den Verfahren zu Detmold und Düsseldorf 1949/1950, Detmold 1951.